# Saint-Bonnet-le-Courreau
Saint-Bonnet-le-Courreau es una comuna francesa situada en el departamento de Loira, en la región de Auvernia-Ródano-Alpes.

## Demografía
| 1104 | 1006 | 1005 | 899 | 805 | 750 | 688 |
| Para los censos de 1962 a 1999 la población legal corresponde a la población sin duplicidades (Fuente: INSEE [Consultar]) |      |      |     |     |     |     |